# Wydział Elektroniki i Telekomunikacji Politechniki Poznańskiej
Wydział Elektroniki i Telekomunikacji – nieistniejący wydział Politechniki Poznańskiej. Rozpoczął działalność 1 października 2006 roku, korzystając z zasobów materialnych i doświadczenia pracowników Instytutu Elektroniki i Telekomunikacji Politechniki Poznańskiej, utworzonego w roku 1974, który w okresie ponad 30 lat swego istnienia stał się jedną z najwyżej cenionych instytucji badawczych i edukacyjnych w Polsce. Siedzibą wydziału był własny budynek przy ulicy Polanka 3 (poza kampusem Warta), natomiast dziekanat mieścił się w budynku Wydziału Elektrycznego przy ulicy Piotrowo 3a. W związku z reorganizacją struktury uczelni 1 stycznia 2020 roku wydział został zlikwidowany, a jego dyscypliny przejęły wydziały Automatyki, Robotyki i Elektrotechniki oraz Informatyki i Telekomunikacji.

## Struktura organizacyjna
W ostatnim okresie działalności w ramach wydziału istniały następujące jednostki:
- Katedra Radiokomunikacji – kierownik katedry dr hab. inż. Paweł Szulakiewicz, prof. PP
- Katedra Sieci Telekomunikacyjnych i Komputerowych – kierownik katedry prof. dr hab. inż. Maciej Stasiak
- Katedra Systemów Telekomunikacyjnych i Optoelektroniki – kierownik katedry prof. dr hab. inż. Ryszard Stasiński
- Katedra Telekomunikacji Multimedialnej i Mikroelektroniki – kierownik katedry prof. dr hab. inż. Marek Domański

## Władze wydziału
| Okres       | Dziekan                        | Prodziekani                                              |
| ----------- | ------------------------------ | -------------------------------------------------------- |
| 2006 – 2008 | Andrzej Dobrogowski            | Paweł Szulakiewicz, Zbigniew Szymański                   |
| 2008 – 2012 | Paweł Szulakiewicz             | Hanna Bogucka, Jan Lamperski                             |
| 2012 – 2016 | Krzysztof Władysław Wesołowski | Hanna Bogucka, Grzegorz Danilewicz, Krzysztof Arnold     |
| 2016 – 2020 | Krzysztof Władysław Wesołowski | Mariusz Głąbowski, Grzegorz Danilewicz, Krzysztof Arnold |

## Działalność dydaktyczna
Wydział prowadził studia w następujących kierunkach i specjalnościach:
Studia I stopnia (inżynierskie):
- Elektronika i telekomunikacja
  - Radiokomunikacja
  - Sieci komputerowe i technologie internetowe
  - Multimedia i elektronika powszechnego użytku
  - Systemy telekomunikacyjne
- Teleinformatyka

 Studia II stopnia (magisterskie):
- Elektronika i telekomunikacja
  - Radiokomunikacja
  - Sieci komputerowe i technologie internetowe
  - Multimedia i elektronika powszechnego użytku
  - Systemy telekomunikacyjne
- Techniczne zastosowania Internetu – prowadzony wspólnie z Wydziałem Informatyki i Gospodarki Elektronicznej Uniwersytetu Ekonomicznego i Wydziałem Fizyki Uniwersytetu im. Adama Mickiewicza
- Electronics and Telecommunications (w języku angielskim)

Studia III stopnia (doktoranckie):
- Telekomunikacja

## Badania naukowe
Wydział przyznawał stopnie naukowe doktora i doktora habilitowanego w zakresie elektroniki i telekomunikacji.
Zespoły naukowe Wydziału Elektroniki i Telekomunikacji prowadziły badania m.in. w następujących obszarach:
- transmisja danych w systemach stosujących techniki CDMA, OFDM i OFDM/CDMA,
- cyfrowe przetwarzanie sygnałów,
- adaptacyjne cyfrowe układy nadawczo-odbiorcze,
- sieci komórkowe,
- teoria informacji i kodowania,
- technologie radia programowalnego i kognitywnego,
- zdalne nauczanie, e-learning,
- protokoły warstwy MAC w bezprzewodowych lokalnych sieciach komputerowych,
- kompresja danych testowych,
- testowanie układów scalonych i diagnostyka,
- struktury i sterowanie polami komutacyjnymi,
- komutacja pakietów i algorytmy zarządzania,
- kompresja sekwencji wizyjnych i głosowych,
- przetwarzanie obrazów,
- telewizja cyfrowa i interaktywna,
- projektowanie i programowanie układów FPGA i ASIC,
- telekomunikacja światłowodowa, optoelektronika i fotonika,
- wzmacniacze optyczne,
- elektronika w niskich temperaturach,
- metrologia kwantowa,
- rozproszone komputerowe systemy pomiarowe,
- synchronizacja w systemach telekomunikacyjnych,
- ekonomiczne, prawne i regulacyjne aspekty telekomunikacji,
- polityka taryfowa w telekomunikacji.

Wydział wydawał angielskojęzyczne czasopismo naukowe „Advances in Electronics and Telecommunications”.

## Współpraca międzynarodowa
Studenci wydziału mogli brać udział w wymianach naukowych w ramach programu Erasmus. Wydział prowadził współpracę z następującymi
uczelniami:
| Nazwa uczelni                                  | Kraj       | Miasto         |
| ---------------------------------------------- | ---------- | -------------- |
| Vrije Universiteit Brussel                     | Belgia     | Bruksela       |
| Brno University of Technology                  | Czechy     | Brno           |
| Copenhagen University College of Engineering   | Dania      | Kopenhaga      |
| Tampere University of Technology               | Finlandia  | Tampere        |
| Oulu University of Applied Science             | Finlandia  | Oulu           |
| IMT Atlantique                                 | Francja    | Brest          |
| Ecole Nationale d’Ingenieurs du Val de Loir    | Francja    | Blois          |
| National and Kapodistrian University of Athens | Grecja     | Ateny          |
| University of Patras                           | Grecja     | Patras         |
| Universidad Carlos III de Madrid               | Hiszpania  | Madryt         |
| Universidad de Jaén                            | Hiszpania  | Jaén           |
| Universitat Politecnica de Catalunya           | Hiszpania  | Barcelona      |
| Technische Universität Kaiserslautern          | Niemcy     | Kaiserslautern |
| Universität Stuttgart                          | Niemcy     | Stuttgart      |
| Leibnitz Universität Hannover                  | Niemcy     | Hannover       |
| Technische Universitaet Hamburg-Harburg        | Niemcy     | Hamburg        |
| Hochschule Offenburg                           | Niemcy     | Offenburg      |
| Universidade Tecnica de Lisboa                 | Portugalia | Lizbona        |
| Universidade do Porto                          | Portugalia | Porto          |
| Mittuniversitetet                              | Szwecja    | Östersund      |
| Boğaziçi Universitesi                          | Turcja     | Stambuł        |
| Gebze Institute of Technology                  | Turcja     | Gebze          |
| Kadir Has Universitesi                         | Turcja     | Stambuł        |
| Ozyegin Universitesi                           | Turcja     | Stambuł        |
| Uludag Universitesi                            | Turcja     | Bursa          |
| Università di Bologna                          | Włochy     | Bolonia        |
| Politecnico di Torino                          | Włochy     | Turyn          |
| Politecnico di Milano                          | Włochy     | Mediolan       |

## Działalność studencka
Na Wydziale Elektroniki i Telekomunikacji działały cztery koła naukowe. Były to:
- Telewizja Studencka Politechniki Poznańskiej "SpacjaTV"[3][4]
- Akademickie Koło Naukowe Krótkofalowców SP3PET[5]
- Koło Naukowe PyraLab[6]
- Koło Naukowe ŻUBR